# Папа Александар III
Папа Александар III (око 1100/1105 – 30. август 1181), рођен као Роланд од Сијене, био је поглавар Католичке цркве од 7. септембра 1159. до своје смрти 1181. године. Положио је камен темељац за чувену катедралу Нотр Дам у Паризу.

## Рана каријера у цркви
Папа Александар III је рођен у Сијени. Од 14. века он се помиње као члан аристократске породице Бандинелли, међутим, то није доказано. Већ дуже време, историчари су веровали да је он адвокат црквеног права из 12. века и теолог, мајстор Роланд од Болоње, који је компоновао „Стром“ или „О Роланду“ - један од најранијих коментара на Декрет и „Роландове мисли“, колекцију казне под утицајем Пјера Абелара.
Октобра 1150. године папа Евгеније III га проглашава кардинал ђаконом са титулом свети Козма и Дамјан. Касније је постао кардинал свештеник са титулом светог Марка. Године 1153. постаје папски канцелар и био је вођа кардинала који су се противили немачком цару Фридриху I Барбароси. Био је преговарач око уговора у Беневенту, који је обновио мирољубиве односе између Рима и Краљевине Сицилије.

## Спорни избори
Дана 7. септембра 1159. изабран је за наследника папе Хадријана IV. Мањина кардинала, међутим, изабрала је кардинала свештеника Октавијана, који је преузео име Виктор IV и постао немачки царев антипапа. Ситуација је била критична за Александра III, јер према многим хроникама тог времена, Барбаросин антипапа је добио одобрење већине краљевстава Европе, са изузетком Португалије, Шпаније и Сицилије. Међутим, 1161. мађарски краљ Геза II је потписао споразум и признао Александра III као законитог папу и изјавио да је врховни духовни вођа једини који може да оствари обред инвеституре. То је значило да је Александрова легитимност добила на снази, чему сведочи чињеница да су други владари, попут краља Француске и краља енглеског краља Хенрија II, признали његов ауторитет
Међутим, спор између Александра III, антипапе Виктора IV и његових наследника антипапе Паскала III и антипапе Калиста III (који је имао немачку царску подршку) настављен је до пораза Фридриха Барбаросе код Лењана 1176. године, након чега Барбароса коначно (миром у Венецији из 1177) признаје Александра III за папу. Дана 12. марта 1178. Александар III вратио се у Рим, који је био приморан да напусти два пута: први пут између 1162 и 23. новембра 1165. године, када је био послат у прогонство у Кампанију по налогу Одона Франгипанеа након његовог хапшења и притвора, и поново 1167. Први период је провео у Француској, други углавном у Гаети, Беневенту, Анањи, и Венецији.

## Александрова политика
Александар III је био први папа који је обраћао пажњу на мисионарске активности источно од Балтичког мора. Он је створио архиепископију у Упсали, Шведска 1164. године вероватно на предлог његовог блиског пријатеља Ескила, надбискупа у Лунду - прогнаног у Клерво, Француска, због сукоба са данским краљем. Дански краљ је именовао бенедиктинског монаха Фулка као бискупа у Естонији. Године 1171. Александар је постао први папа који је решавао ситуацију Цркве у Финској. Финци су наводно малтретирали свештенике и ослањали се на Бога само у време рата.
У марту 1179. године Александар III одржава Трећи латерански сабор, један од најзначајнијих средњовековних црквених сабора, који Римска цркве рачуна као једанаести васељенски сабор. Његова чланови сачињавају неколико папиних предлога за побољшање стања Цркве, међу њима закон који захтева да нико не може бити биран за папу без две трећине гласова кардинала. Правило је незнатно измењено 1996. године, али је обновљена 2007. Овај сабор обележио врхунац моћи Александра III.
Поред победе над Барбаросом, Александар је понизио енглеског краља Хенрија II, због убиства Томаса Бекета 1170. године, са којим је био близак, касније канонизује Бекета 1173. Ово је био други енглески светац којег је канонизовао Александар, први је Едвард Исповедник 1161. године. Ипак, он је потврдио позицију Хенрија као господара Ирске 1172.
Папском булом „Manifestis probatum“, издата 23. маја 1179, он признаје право Афонса да се сам прогласи краљем Португала - важан корак у процесу Португала како би постао признат као независно краљевство (Афонсо је користио титулу краља од 1139).
Чак и као бегунац, Александар ужива наклоност и заштиту Луја VII.
Ипак, убрзо након завршетка синода, Римска република приморава Александра III да напусти град, у који никад није поново ушао, а 29. септембра 1179, неки племићи устоличавају антипапу Иноћентија III. Rазумним коришћењем новца, Александар III устоличио је своју моћи, те је свргнут јануара 1180. године. Године 1181, Александар III екскомуницира шкотског краља Вилијама I и ставља краљевство под изолацију од Цркве.
Умире у Чивити Кастелани 30. августа 1181. године.